# Iseyin
Iseyin – miasto w południowo-zachodniej Nigerii, w stanie Oyo, na północny zachód od Ibadanu. Około 257 tys. mieszkańców.
W mieście rozwinął się przemysł olejarski.